# Havaika ciliata
Havaika ciliata är en spindelart som beskrevs av Prószynski 2007 [2008. Havaika ciliata ingår i släktet Havaika och familjen hoppspindlar. Inga underarter finns listade i Catalogue of Life.